# 小場賢
小場 賢（こば けん、1982年1月27日 - ）は、元ジャニーズ事務所所属のタレントで、元ジャニーズJr.の一員。血液型O型。神奈川県出身。ニックネームは｢コバケン｣。ジャニーズ事務所退所後はブルーベアハウスに所属したが、その後ブルーベアハウスも退所。現在不明。
バンドユニット・FIVE結成時のメンバーで、ギターを担当していた。2001年1月に脱退。

## 出演

### テレビドラマ
- 少年サスペンス第7話『恐怖のラフティング』(1998年7月23日 - 8月6日)
- BOYS BE…Jr. 第1話「白熱!恋愛したい症候群」（1998年10月4日、日本テレビ）
- TEAM第1話（1999年10月13日 - 12月22日)
- 怖い日曜日〜新章〜 第3回「夢に立つ友人」（1999年10月17日、日本テレビ）
- 怖い日曜日〜新章〜 第12回「廃校」（1999年12月19日、日本テレビ）
- 怖い日曜日〜2000〜第5回「「千羽鶴」イジメの憂鬱」（2000年7月30日、日本テレビ）
- 蓮丈那智フィールドファイルI 凶笑面（2005年9月16日）
- CAとお呼びっ!第2話（2006年7月5日 - 9月13日、NTV）

### ネットドラマ
- レンタル彼氏～私、男買ってます～ 第1話（2006年1月9日、USEN／GyaO）

### 映画
- タイヨウのうた
- その日のまえに
- 【ら】（2014年）監督、水井真希

### CM
- スパリゾートハワイアンズ
- グッドウィル

### PV
- FLOW「Garden〜Summer Edit〜」